# Truskolasy-Lachy
Truskolasy-Lachy – wieś w Polsce położona w województwie podlaskim, w powiecie wysokomazowieckim, w gminie Sokoły.
Zaścianek szlachecki Lachy należący do okolicy zaściankowej Truskolas położony był w drugiej połowie XVII wieku w powiecie suraskim ziemi bielskiej województwa podlaskiego. W latach 1975–1998 miejscowość administracyjnie należała do województwa łomżyńskiego.
| SIMC    | Nazwa    | Rodzaj    |
| ------- | -------- | --------- |
| 0406245 | Bielawka | część wsi |

Wierni kościoła rzymskokatolickiego należą do parafii  Wniebowzięcia NMP w Sokołach.

## Historia
Truskolasy wspomniane były w latach 1345, 1456, 1544 w dokumentach sądowych ziemi bielskiej.
Truskolasy-Lachy, Truskolasy-Niwisko, Truskolasy-Ochale, Truskolasy-Olszyna, Stare Truskolasy i Truskolasy-Wola tworzyły tzw. okolicę szlachecką Truskolasy.
W roku 1827 wieś liczyła 15 domów i 87 mieszkańców.
Pod koniec wieku XIX miejscowość należała do powiatu mazowieckiego, gmina i parafia Sokoły.
W roku 1921 naliczono tu 28 budynków z przeznaczeniem mieszkalnym oraz 179 mieszkańców (91 mężczyzn i 88 kobiet). Narodowość polską podało 159 osób, białoruską 1, żydowską 18, a 1 inną. We wrześniu 1939 wieść została spacyfikowana – po pomyłkowym postrzeleniu żołnierza niemieckiego Niemcy podpalili zabudowania oraz zamordowali 4 osoby, w tym 2 kobiety.